# Pan de jamón
El pan de jamón fue creado en Venezuela. Las recetas más antiguas se siguen conservando, pero han dado paso a la creación y fusión de diferentes rellenos aunados al jamón. El relleno clásico es el de jamón, pasas y aceitunas verdes, por lo general, rellenas con pimiento o pimentón rojo. Es un pan típico de Venezuela, que forma parte de la gastronomía navideña del país. Existen algunas variantes en los ingredientes, tales como el jamón de pavo y el queso crema, el de plátano frito, el de jamón ahumado con cuatro quesos, el de jamón con salsa de tomate tipo pizza, entre otros; y se ha creado una variante en el pan usando masa de hojaldre y el de masa de pan de maíz, así como el pan de jamón con masa de pan de yuca. Estos panes son una creación venezolana de comienzos del siglo XX. Desde su creación, el pan de jamón desplazó a la arepa de maíz molido con masa de guiso de hallacas que se servían en las festividades navideñas y se instauró en las mesas navideñas de las familias venezolanas cuyo consumo y fabricación poco a poco se fue transformando en una costumbre navideña hasta hacerse imprescindible cada diciembre.

## Historia
Según Miro Popić, periodista y columnista venezolano especializado en gastronomía, la receta del pan de jamón es atribuida a Gustavo Ramella, propietario de una panadería ubicada en las esquinas de Marcos Parra y Solís de la ciudad de Caracas en diciembre de 1905. Aparentemente, en aquel entonces solo llevaba jamón como relleno. Su rápida aceptación provocó que otras famosas panaderías, como las de Montalbán y Banchs lo incorporaran a su oferta, añadiéndole este último uvas pasas. Para los años 1920 ya había variedades con otros ingredientes tales como almendras, aceitunas, nueces y alcaparras. Posteriormente, gracias a su atractivo y calidad, su consumo se fue expandiendo por todo el territorio nacional, muy especialmente durante las festividades navideñas.

## Variantes
Con el paso del tiempo, el mismo ha tenido diversas variaciones, a saber:
- Tradicional
- Con queso crema
- Con masa de hojaldre
- Con pechuga de pavo
- Vegetariano (de acelgas o champiñones)
- Tocino